# Bremang
Bremang är ett vattendrag i Ghana. Det ligger i den södra delen av landet, 180 km nordväst om huvudstaden Accra.